# NGC 2551
NGC 2551 este o galaxie spirală situată în constelația Girafa. A fost descoperită în 1882 de către Ernst Wilhelm Tempel. Se află la o distanță de 37 de megaparseci de Pământ.